# Elsig
Elsig (mundart. Ölsisch bzw. Prumme Ölsisch) ist ein Stadtteil von Euskirchen in Nordrhein-Westfalen und liegt im Westen der Stadt an der B 56, unweit der A 1. Durch den Ort verläuft die Bahnstrecke der Bördebahn.

## Geschichte
Am 1. Juli 1969 wurde Elsig nach Euskirchen eingemeindet.
Am 31. Dezember 2017 hatte Elsig 586 Einwohner.

## Sehenswürdigkeiten
- katholische Pfarrkirche Kreuzauffindung

## Vereinsleben
Der mitgliederstärkste Verein in Elsig ist der Turn- und Sportverein Elsig 1920 e. V. Der Verein betreibt die Sportarten Fußball, Turnen und Gymnastik. Ein anderer Elsiger Sportverein ist der TV Elsig, der ausschließlich das Rhönrad fahren pflegt.
Ferner gibt es die Freiwillige Feuerwehr Löschgruppe Elsig, den Junggesellenverein Elsig und die Kirchengemeinde, der ein Kirchenchor angeschlossen ist.

## Infrastruktur
Circa einen Kilometer nordöstlich von Elsig steht die So-da-Brücke an der A 1, die für die geplante BAB 56 in den 1970er Jahren gebaut wurde.

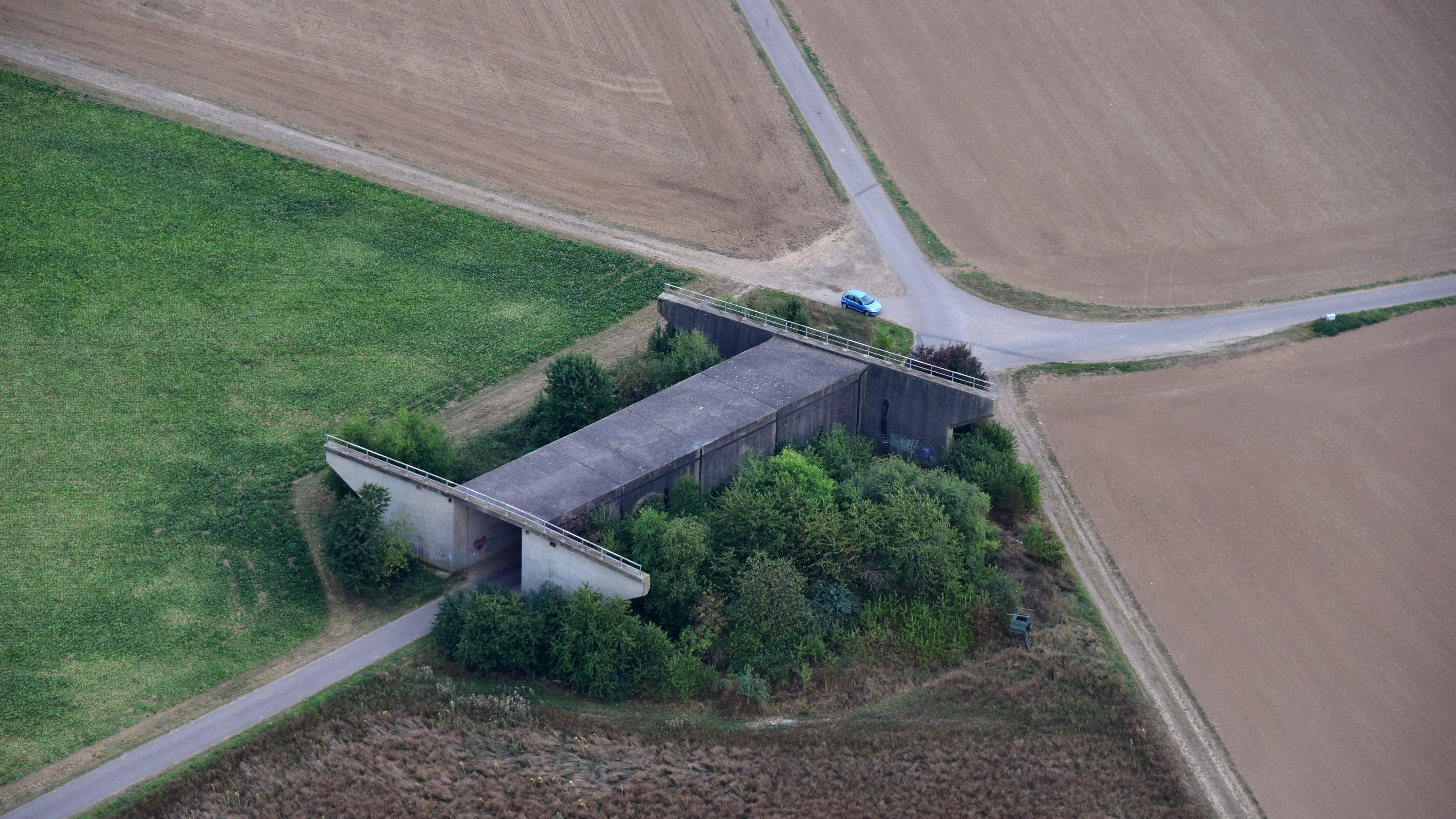
Luftbild Investitionsruine So-da-Brücke bei Euskirchen

In Elsig werden die Straßen im Zuge der Thematisierung der Straßennamen in Euskirchen seit 1969 nach Meerestieren benannt.

## Verkehr
Die Busse der Rurtalbus aus dem Kreis Düren fahren mit der AVV-Linie 298 auf ihrer Strecke von Düren nach Euskirchen durch den Ort. Zusätzlich verkehren einzelne Fahrten der auf den Schülerverkehr ausgerichteten Linien 733 und 738.
| Linie | Betreiber | Verlauf |
| ----- | --------- | --- |
| 298   | Rurtalbus | Düren Bf/ZOB – StadtCenter – Gneisenaustraße – Binsfeld – Rommelsheim – Bubenheim – Jakobwüllesheim – Vettweiß – Froitzheim – (Ginnick ← Embken ← Juntersdorf ←) Füssenich – Geich – Zülpich Post – (Zülpich Bf –) Zülpich Frankengraben – (Adenauerpl./Schulzentr. –) (Nemmenich –) Ülpenich – (Enzen –) Dürscheven – Elsig – Euenheim – Euskirchen Berufskolleg – Euskirchen Bf |
| 733   | SVE       | Schülerverkehr Euskirchen: Wißkirchen – Euenheim / (Oberwichterich → Frauenberg →) Elsig (← Frauenberg ← Oberwichterich) – Euskirchen |
| 738   | SVE       | Schülerverkehr Euskirchen: Billig – Euenheim – Elsig – Wißkirchen |

Kurioserweise hatte Elsig – trotz eines Schrankenwärterhäuschens – nie einen Haltepunkt der Bahn, obwohl die Strecke Düren – Euskirchen (Bördebahn) durch den Ort verläuft. Im Rahmen der Reaktivierung der Bördebahn wird in Elsig demnächst ein Haltepunkt mit P+R-Parkplatz errichtet.